# キャスパー:誕生編
『キャスパー:誕生編』（Casper: A Spirited Beginning）は、1997年のアメリカ合衆国のビデオ映画。ショーン・マクナマラ監督、スティーヴ・グッテンバーグ、ロリ・ロックリン、ロドニー・デンジャーフィールド、マイケル・マッキーン出演。1995年に公開された『キャスパー』の前日譚を描いたスピンオフ作品である。アメリカでは、1997年9月9日にリリースされた。

## ストーリー
ゴーストになったばかりのキャスパーは、ゴースト専用の汽車に乗り、ゴースト界のボスであるキボシュの教育を受けることになっていた。しかし状況が把握できていないキャスパーは、自分が死んでいることさえも分からず、他のゴーストに汽車の行き先を聞いて回るが、その中の一人に汽車から落とされてしまう。
ディーズタウンという町に迷いこんだキャスパーは、そこの住人たちから話を聞こうとするが、みんなキャスパーを見た途端怖がって逃げてしまうため、彼は途方にくれていた。その頃町では市長の命令で、歴史上の英雄であるアップルゲート大佐が住んでいた古びた屋敷を取り壊し、跡地にショッピングモールを建設するという計画が進められていた。その計画の責任者として、市長から発破をかけられていたティム・カーソンは、計画を阻止するため屋敷を取り囲んでいた、小学校教師のシーラ・フィスターグラフ率いるデモ隊を排除しようとしていた。そのとき、屋敷に住み着いたストレッチ、ファッツォ、スティンクルのゴースト3人組が、デモ隊と工事作業員をおどかして退散させる。ティムの息子でいじめられっ子のクリスは、逃げ惑う人々を見て3人組の仕業だと確信し、屋敷を訪れ彼らに挨拶する。だが自分たちを怖がらないクリスに白けた3人は、彼に捨て台詞を吐いて消えて行った。当てもなく町をさまよっていたキャスパーはクリスと出会い、やっと自分を怖がらない人間に会えたと感激し、屋敷でクリスからゴーストらしさを教えてもらうことにした。するとさっきの3人が現れ、彼らも久しぶりに同じゴーストに会えたことを喜んでいたが、キャスパーがキボシュの教育を受けていない真っさらなゴーストだと知り、キボシュに自分たちの凄さを見せつけようと、キャスパーを教育することにした。
一方のティムは、ゴーストのせいで作業員がやる気をなくし、工事を進められずにいた。そして市長から、工事をなんとしてでも終わらせないと解雇すると警告される。

## キャスト
| 役名                     | 俳優                           | 日本語吹替 |
| ------------------------ | ------------------------------ | ---------- |
| ティム・カーソン         | スティーヴ・グッテンバーグ     | 江原正士   |
| シーラ・フィスターグラフ | ロリ・ロックリン               | 渡辺美佐   |
| ジョニー・ハント市長     | ロドニー・デンジャーフィールド | 小島敏彦   |
| ビル・ケイス             | マイケル・マッキーン           |            |
| クリス・カーソン         | ブレンドン・ライアン・バレット | 松田聡也   |
| ラビー校長               | リチャード・モール             | 宝亀克寿   |
| ジェニファー             | シャノン・チャンドラー         |            |
| デイヴ                   | ブライアン・ドイル＝マーレイ   | 宝亀克寿   |
| 商人                     | ベン・スタイン                 |            |
| 傍観者                   | キャスパー・ヴァン・ディーン   |            |
| 声の出演                 |                                |            |
| キャスパー               | ジェレミー・フォーリー         | 市村浩佑   |
| ストレッチ               | ジム・ウォード                 | 納谷六朗   |
| ファッツォ               | ジェス・ハーネル               |            |
| スティンキー             | ビル・ファーマー               | 桜井敏治   |
| キボシュ                 | ジェームズ・アール・ジョーンズ | 渡部猛     |
| スニベル                 | ポーリー・ショア               | 梅津秀行   |

## スタッフ
- 監督：ショーン・マクナマラ
- 脚本：ジムン・メイゴン、トーマス・ハート
- 原案：トーマス・マクラスキー、ロブ・カーシュナー
- 原作：ジョセフ・オリオロ（英語版）、シーモア・ライト（英語版） 『Casper, the Friendly Ghost』
- 製作：マイク・エリオット
- 製作総指揮：ジェフリー・A・モンゴメリー、ランス・H・ロビンズ、ハイム・サバン
- 撮影監督：クリスチャン・セバルト
- プロダクションデザイナー：ナヴァ、アーラン・ジェイ・ヴェッター
- 編集：ジョン・ギルバート、ジョン・C・ウォルツ
- 音楽：ウディ・ハーパズ
- 特殊視覚効果：OCS、フリーズ・フレーム、ピクセル・マジック
- 衣裳デザイン：クリスティン・M・バーク、リサ・H・ウォン
- 日本語字幕：松浦美奈
- 吹替翻訳：筒井愛子